# Olle Bærtling

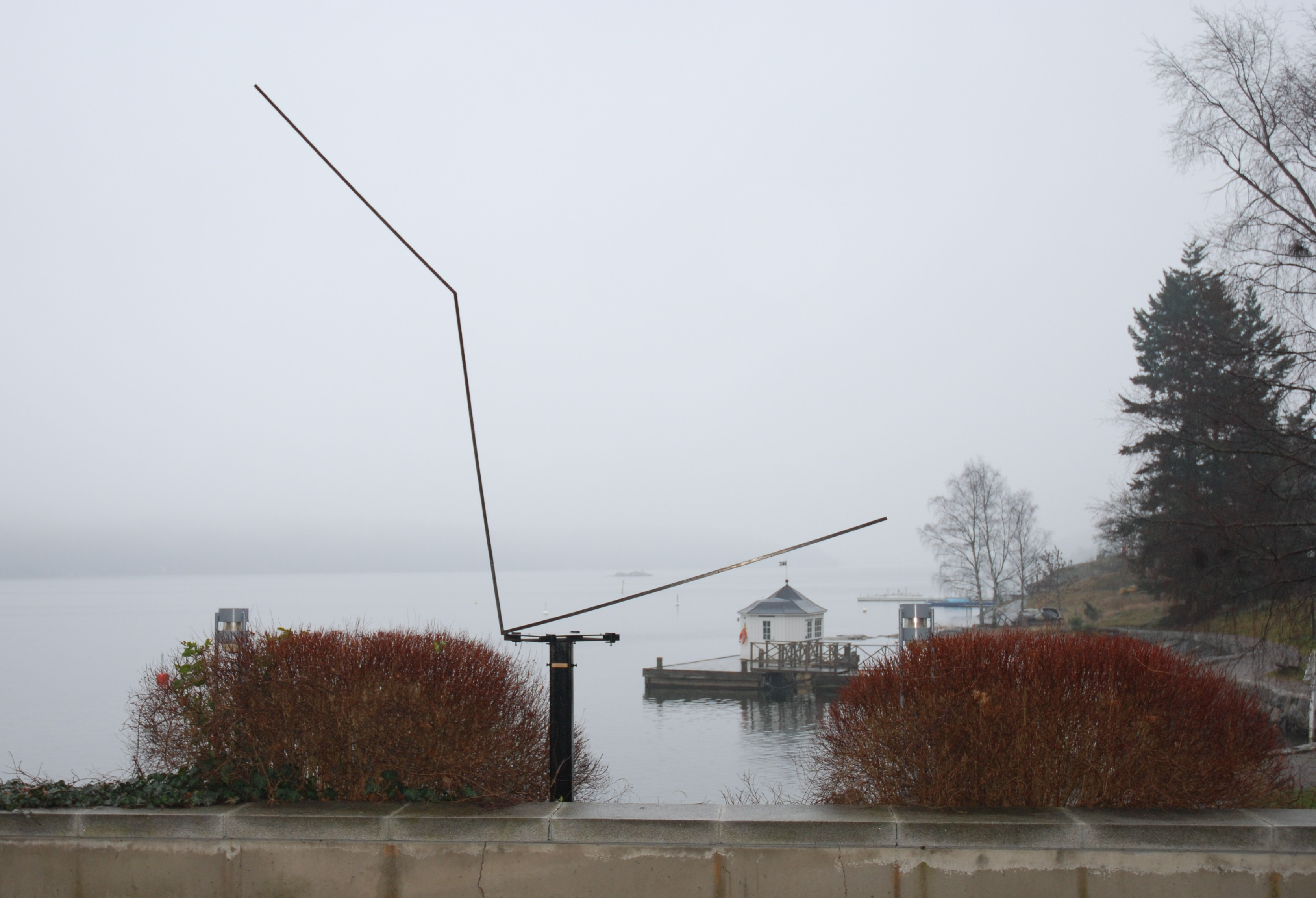
Yzip (1969), på Vår gård i Saltsjöbaden.

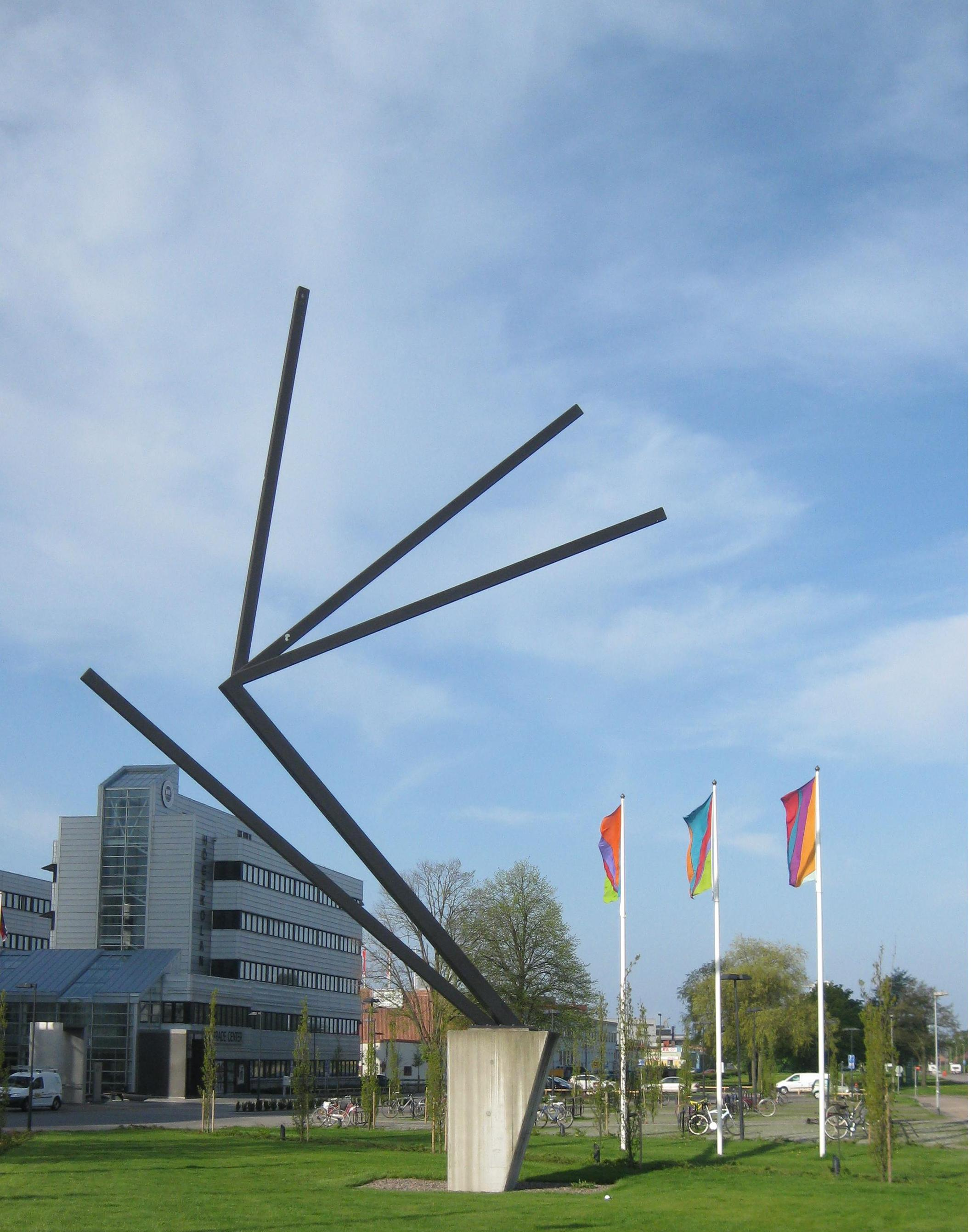
Asamk, vid Högskolan i Halmstad.

Olle Bærtling, född 6 december 1911 i Halmstad, död 2 maj 1981 i Stockholm, var en svensk målare och skulptör.

## Biografi
Olle Bærtling arbetade som bankman 1929–1956 vid Skandinaviska banken i Stockholm. Han var som konstnär huvudsakligen autodidakt, utan handledning började ha måla på 1930-talet och utförde då en rad modernistiska experiment som var influerade av olika nonfigurativa konstriktningar. För att lära sig mer om tekniken bakom målningen studerade en kortare i Paris 1948 för André Lhote. Lhote tyckte inte om Bærtlings sätt att måla och förklarade för honom att I naturen finns inga konturlinjer men i mina målningar finns de svarade Bærtling och han lämnade Lhote för att studera vidare för Fernand Léger dessutom bedrev han självstudier under resor i Europa och USA.
Under sin tid i Paris kom han med i konstnärsgruppen runt galleristen och konstnären Denise René som sedan verkade för Bærtlings konstnärliga framgångar i Europa och USA. Hans konst uppmärksammades först på 1960-talet i Sverige.
I utställningssammanhang debuterade han med en utställning i på Galleri Samlaren Stockholm 1949 och 1950 medverkade han i Salon des Réalités Nouvelles i Paris han debuterade 1953 i en samlingsutställning på Galerie Denise René då utställningen L'art sudédois 1913-1953 visades han kom senare att återvända flera gånger till det galleriet. Separat ställde han bland annat ut på Galerie Denise René 1962, Galleria Lorenzelli i Milano 1973, Handelshögskolan i Stockholm 1990. En retrospektiv utställning arrangerades av Moderna museet och Svenska institutet 1961 och en retrospektiv utställning visades på Kiel Kunsthalle 2001.
Till H55-utställningen 1955 komponerade han det stora tygstycket Denise som bestod av stora svarta och vita rutor. Mönstret kom senare att användas i mattor, gobelänger och som gardintyg.
Han samarbetade med en rad arkitekter vid utsmyckning vid nybyggnationer bland annat vid Universitetet i Frescati och Celciusgymnasiet i Uppsala där Bærtling utförde en rad målningar och skulpturer i rena funktionella former. Tillsammans med Lennart Rodhe bjöds han 1973 in av Stockholms stad att utföra textila utsmyckningar för hörsalen i det nya Kulturhuset. Båda konstnärerna accepterade uppdraget där Bærtling skulle svara för den delen som exponerades mot Sergels torg. Inbjudan resulterade i en hätsk debatt, som av Teddy Brunius beskrevs som det omdömeslösa i att bjuda in två rivaler i svenskt konstliv, och låta dem samsas i samma samlingssal.
Efter att han sett en utställning med verk av bland annat Matisse 1938 fick han en stark inspirationskälla, senare kom han att påverkas av engelskt efterkrigsmåleri. Under 1950 kom en vändpunkt i hans skapande och han lämnade den föreställande konsten för att uteslutande arbeta med en rent geometrisk, nonfigurativ stil och skapade i sina målningar den "öppna formen" med trianglar, ofta i svart, och dissonanta färgklanger i dynamiska kontrastlägen. Vid sent 1950-tal hittar han sin egen konststil och det kom att bli   mycket små förskjutningar i hans gestaltningar fram tills hans bortgång. Mot slutet av 1950-talet inleder han även arbetet som skulptör.
Olle Bærtling har även arbetat med linjetunna stålrörsskulpturer och utförde 1959 monumentalmålningar med speglar i entréhallen till första höghuset i Hötorgscity. Han gjorde 1961 ett förslag till en stor skulptur för Sergels Torg, kallad Asamk. Denna skulle ha gjorts omkring 85 meter hög och i ett av metallrören skulle det finnas en hiss upp till en plattform som skulle ge fin utsikt. En mindre version finns på Skissernas museum i Lund.

## Offentliga verk i urval
- Målning i entréhallen i första Hötorgshuset (1955–1960), Sveavägen i Stockholm
- Modell till Asamk (1961), avsedd för Sergels Torg i Stockholm, Skissernas Museum i Lund samt vid Laholmsvägen/Kristian IV:s väg i Halmstad
- Xum (1968), väster om Diagnosvägen i Flemingsberg i Huddinge
- Xue, Xuf och Xug (1968), Högskolan i Halmstad, Laholmsvägen/Kristian IV:s väg i Halmstad
- Yzip (1969), Vår gård i Saltsjöbaden
- Tio målningar och skulptur Yz (1970), Stockholms universitet, Frescati i Stockholm
- Xraf (1972), Norrköpings Konstmuseums skulpturpark
- Draperi (1974), Kulturhuset i Stockholm
- Xral, Handelshögskolan i Stockholm, Sveavägen i Stockholm
- Draperi Agra (uppsatt 2004), Högskolan i Halmstad, Laholmsvägen/Kristian IV:s väg i Halmstad

## Representerad
Bærtling finns representerad vid bland annat Ateneum Museum of Modern Art, Kalmar konstmuseum, Göteborgs konstmuseum, Skissernas museum, Örebro länsmuseum, Örebro läns landsting, Norrköpings Konstmuseum, Tate Modern, University of Cambridge, Louisiana Museum of Modern Art, Kunsten Aalborg, Nationalmuseum Moderna museeti Stockholm och Hallands konstmuseum.

## Bildgalleri

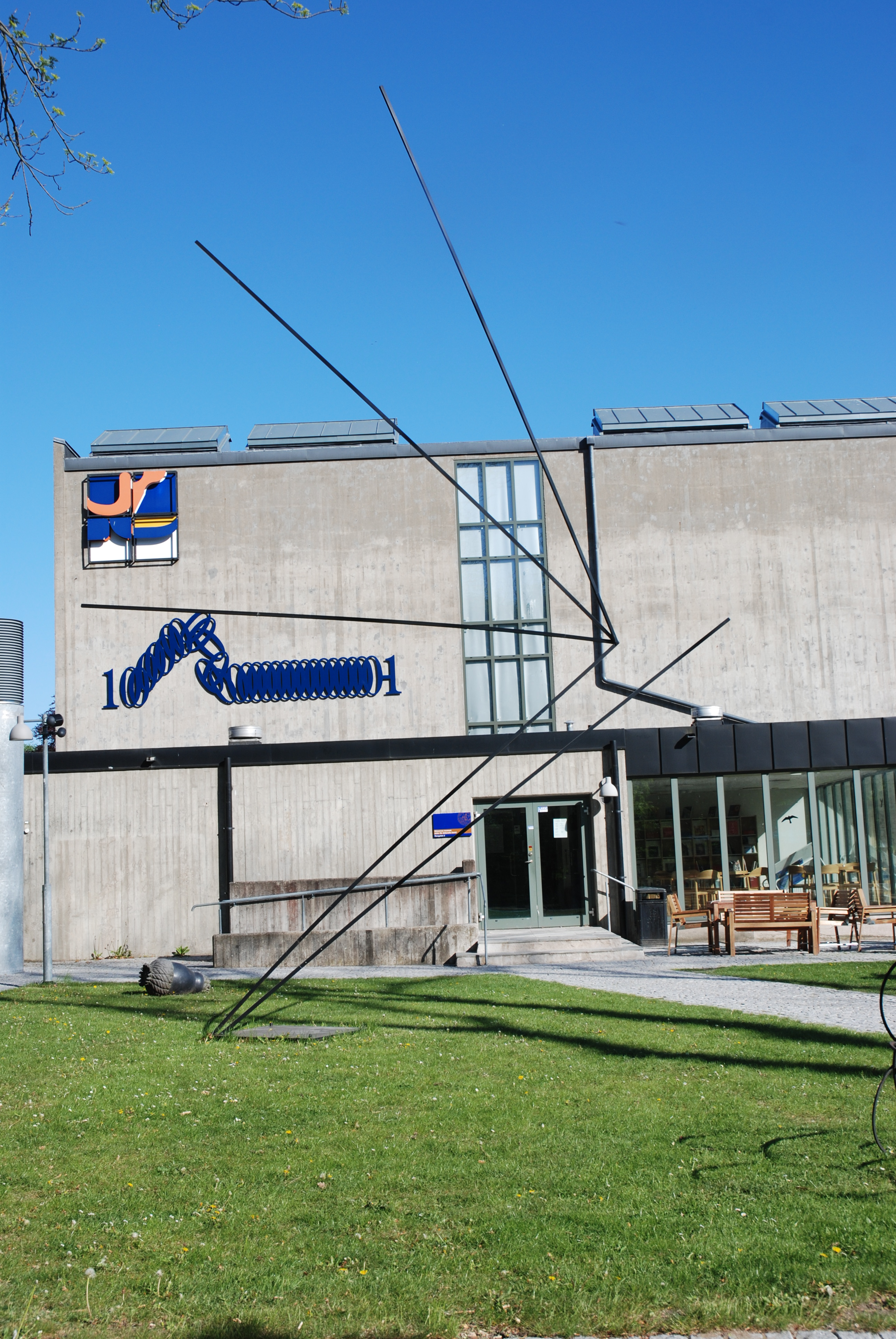
Modell för Asamk för Sergels torg i Stockholm utanför Skissernas museum i Lund
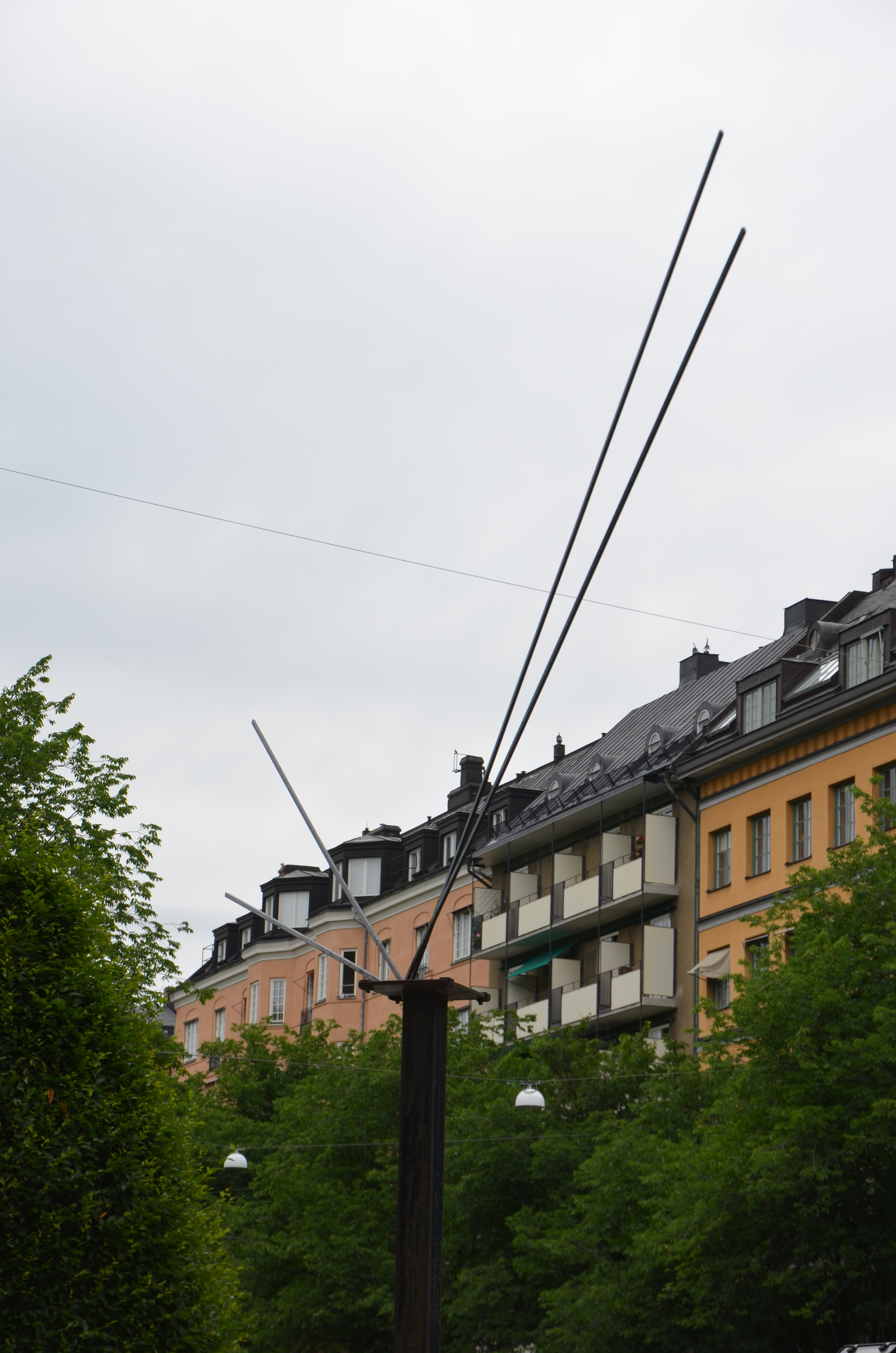
Xral, utanför Handelshögskolan i Stockholm
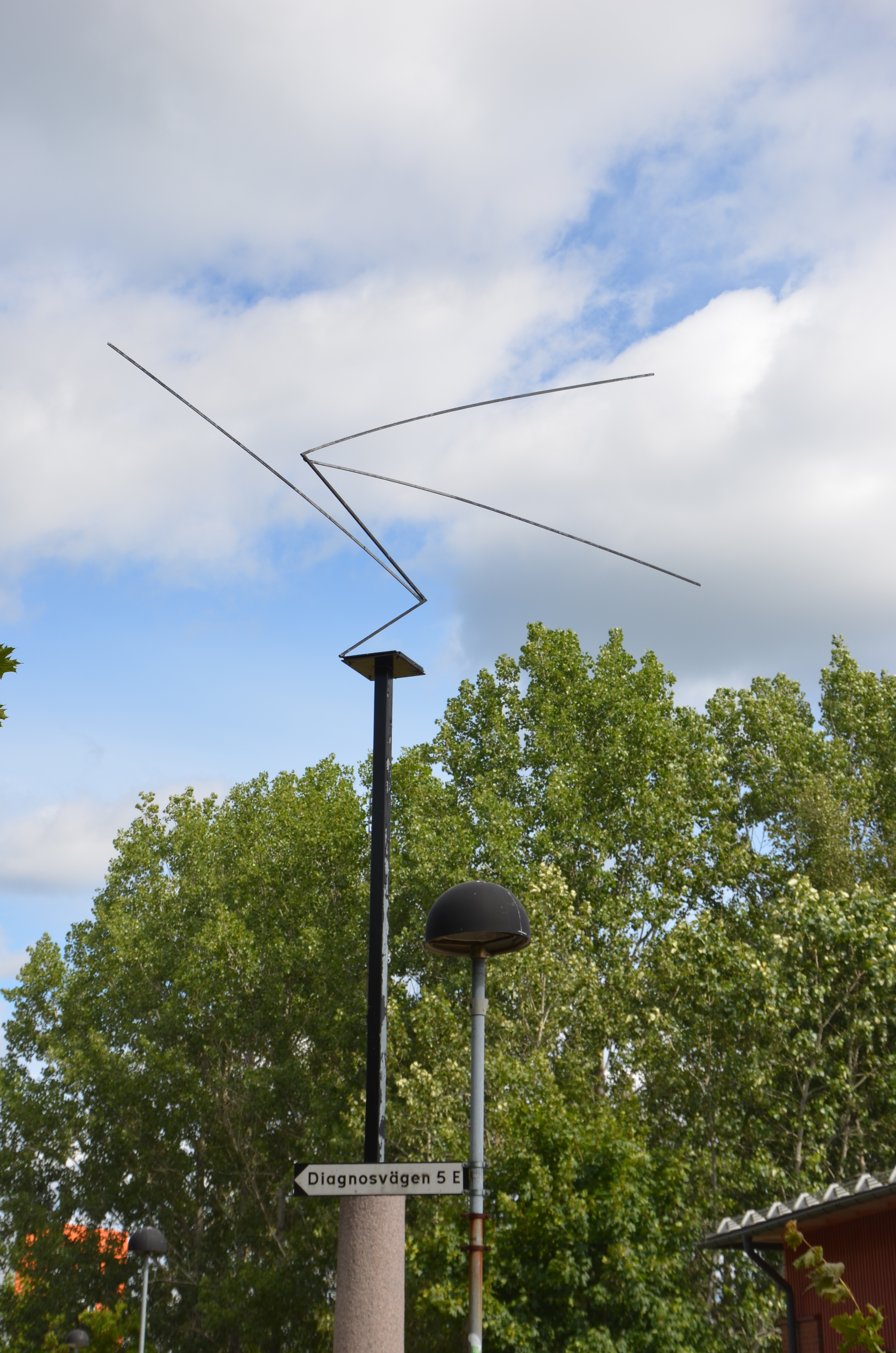
XUM i Flemingsberg i Huddinge
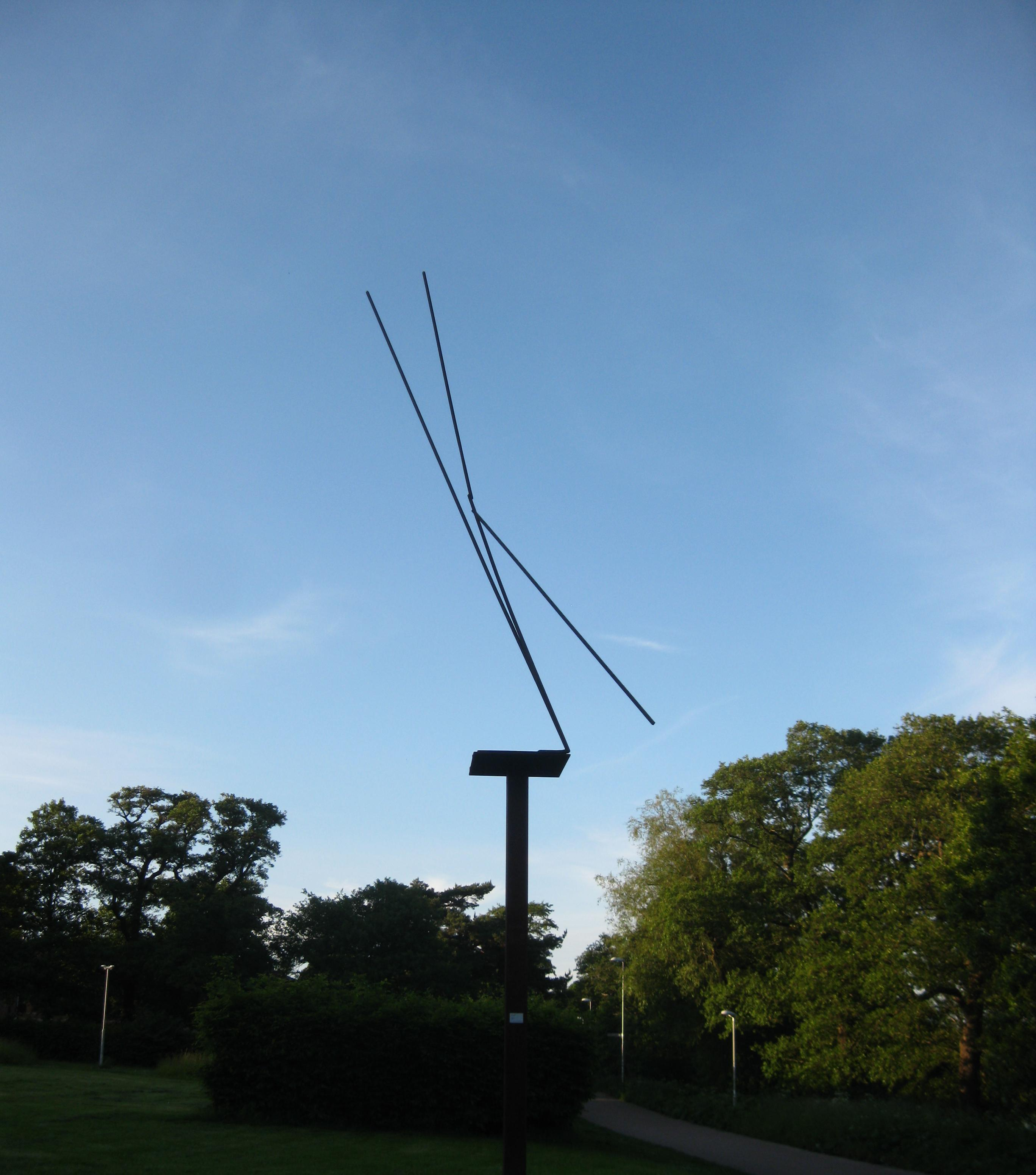
Xras utanför Hallands Konstmuseum
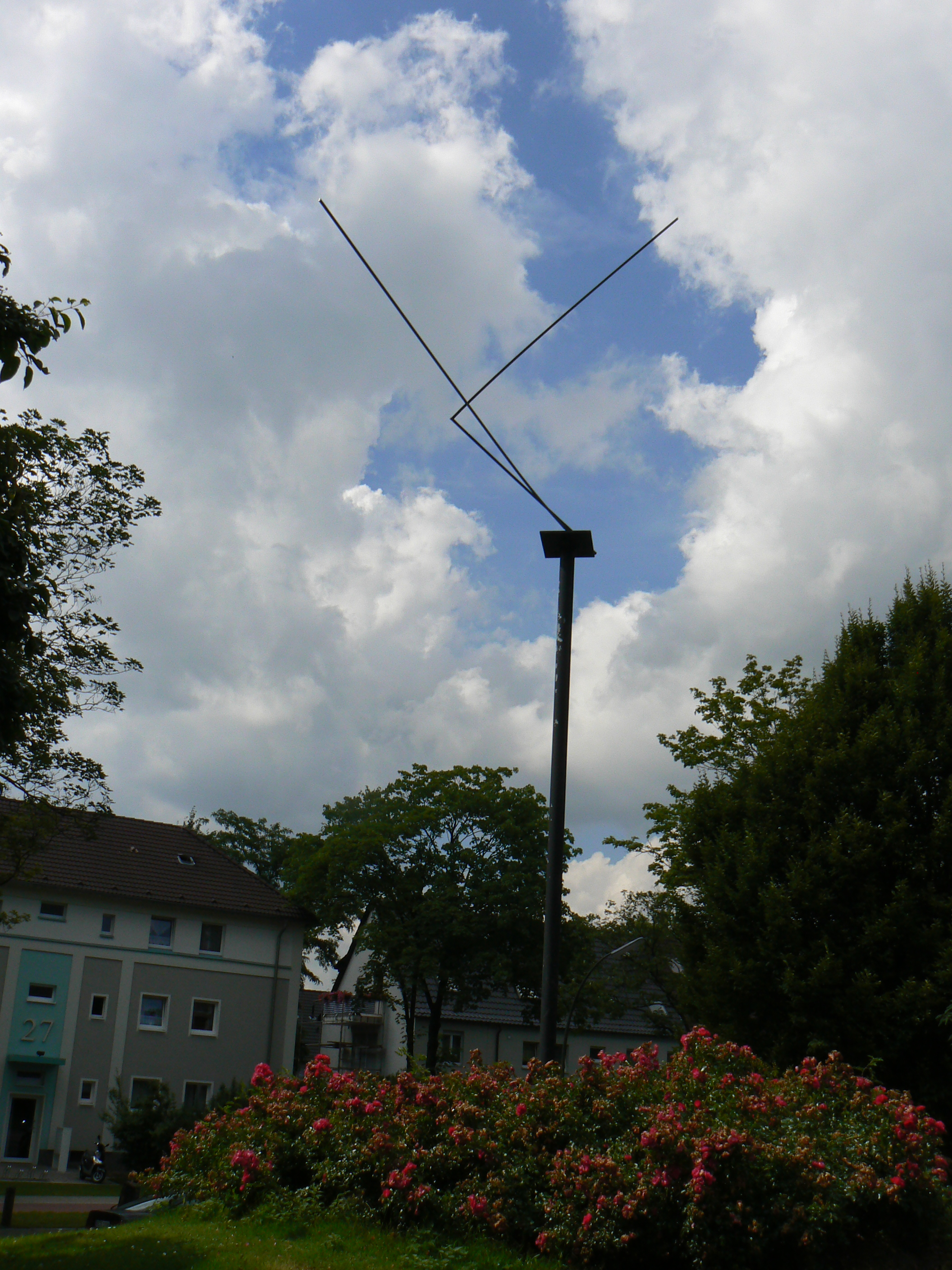
YZI i Skulpturenmuseum Glaskasten i Marl i Tyskland
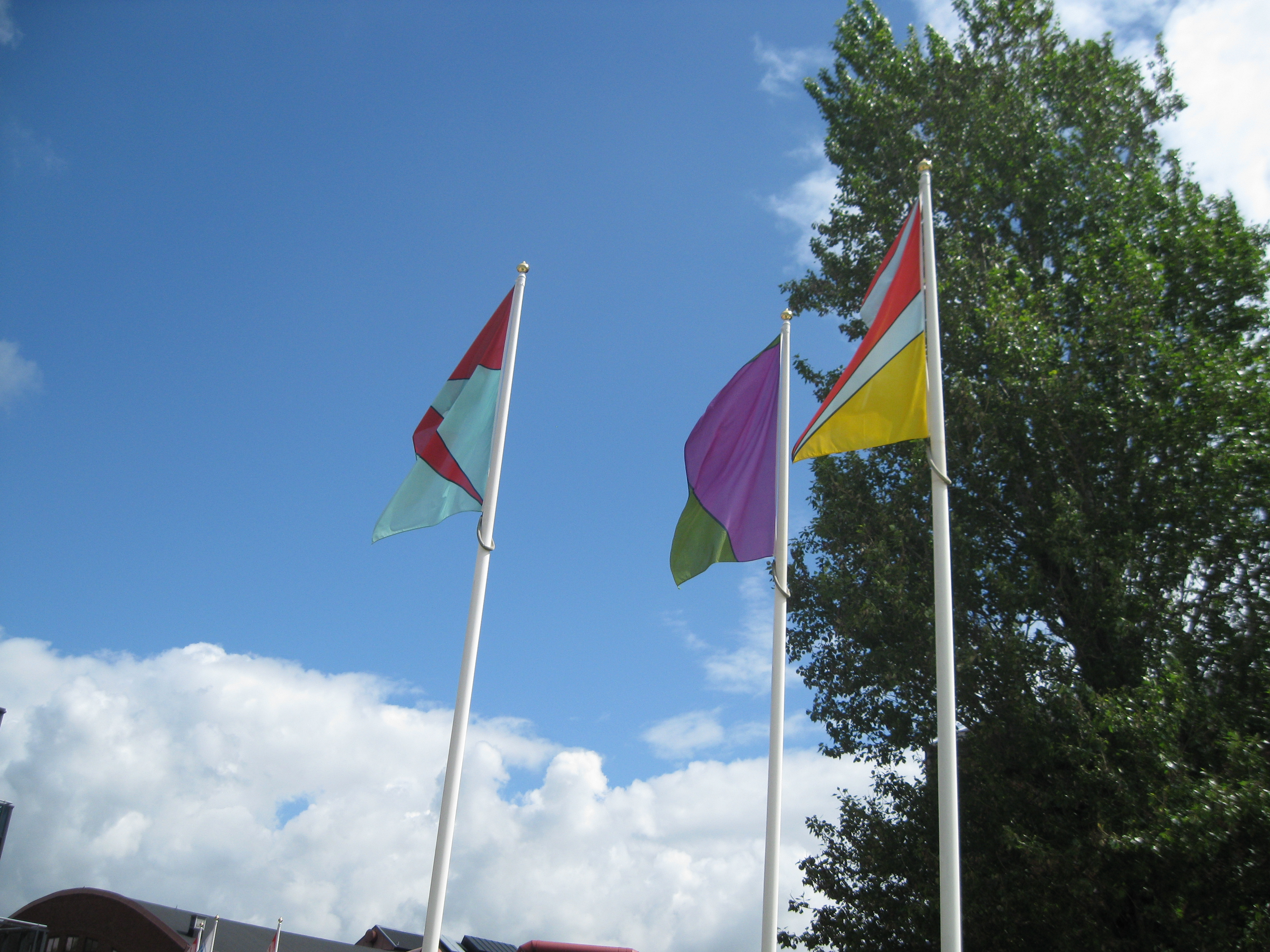
Flaggorna Liri, Ksiru och Nobi utanför Högskolan i Halmstad